# 大曽根地下街オズガーデン
大曽根地下街オズガーデン（おおぞねちかがいオズガーデン）とは、愛知県名古屋市北区大曽根にある地下街。

## 概要
大曽根地区総合整備事業の一環として「大曽根駅前駐車場」や大曽根雨水調整池と共に「大曽根西駅前広場施設」として財団法人名古屋都市整備公社（現・公益財団法人名古屋まちづくり公社）によって整備された。
名古屋市営地下鉄名城線 大曽根駅とJR中央本線・名鉄瀬戸線 大曽根駅を結ぶ連絡通路としての役割も持っている。
運営は、株式会社ユーライフを吸収合併したユニー株式会社の開発・テナント本部開発部ユーライフ部。

## 沿革
- 2006年（平成18年）12月20日 - 開館。

## 施設内容

### 地下1階
- テナント
  - ヴィ・ド・フランス
  - ファミリーマート
  - ドラッグユタカ
  - うさぎ耳鼻のどクリニック
  - 美容室 アストラール
- 駐輪場：356台

### 地下2階
- 大曽根駅前駐車場
  - 駐車台数：146台
  - 20分/100円
  - 1日最大料金/1,200円
  - 7:00 - 25:00

### 地下3階
- 大曽根雨水調整池

## 参照
- 大曽根駅前地下集客施設（財団法人名古屋都市整備公社）（ウェブサイト[リンク切れ]）
- 大曽根駅前地下集客施設事業者募集（財団法人名古屋都市整備公社）（ウェブサイト[リンク切れ]）